# Lundakarnevalen

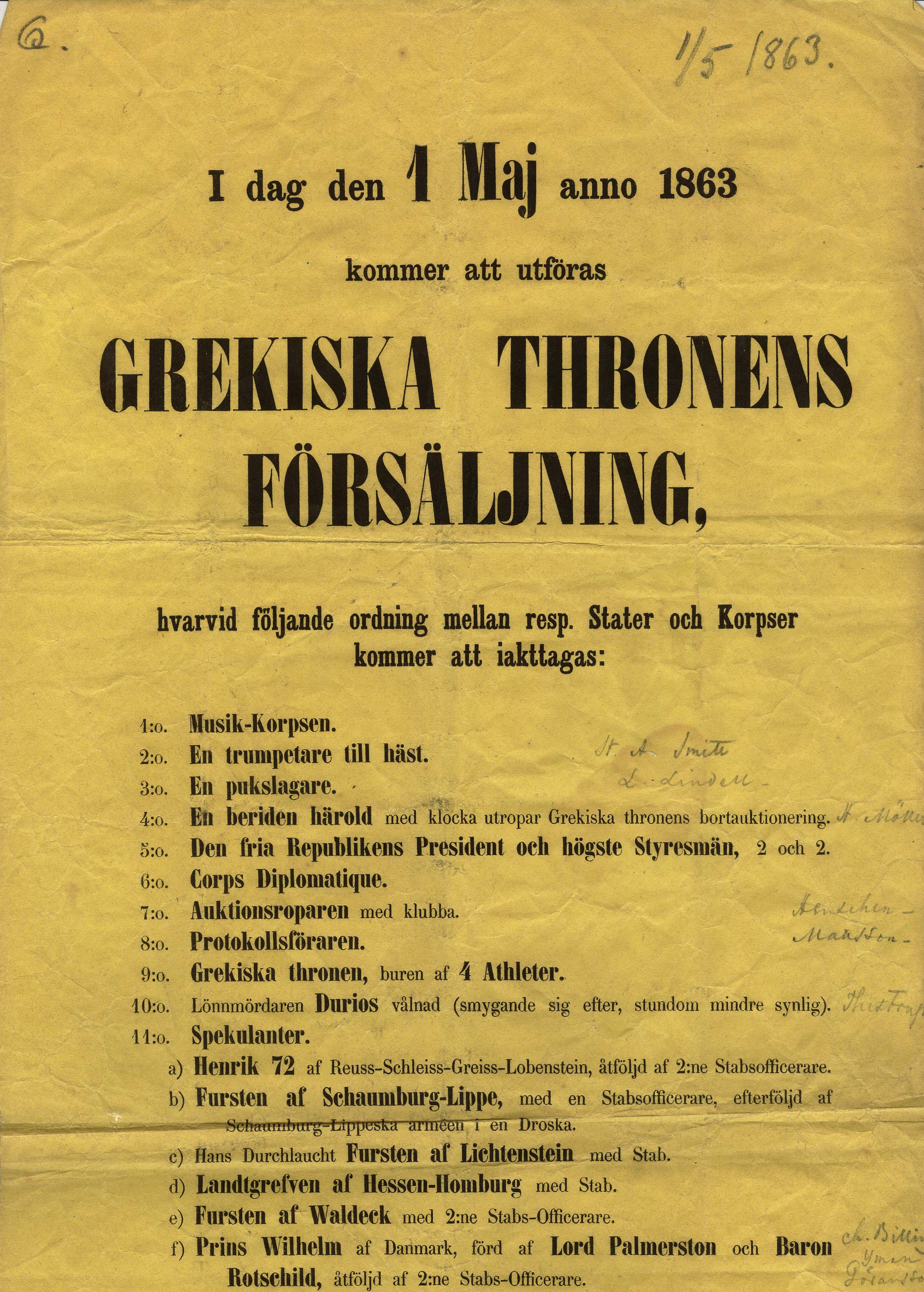
Programblad från Lundakarnevalen 1863, den första då samtliga medverkande studentnationer enades om ett gemensamt tema: "Grekiska thronens försäljning". Temat syftade på avsättandet av Otto I av Grekland föregående år.

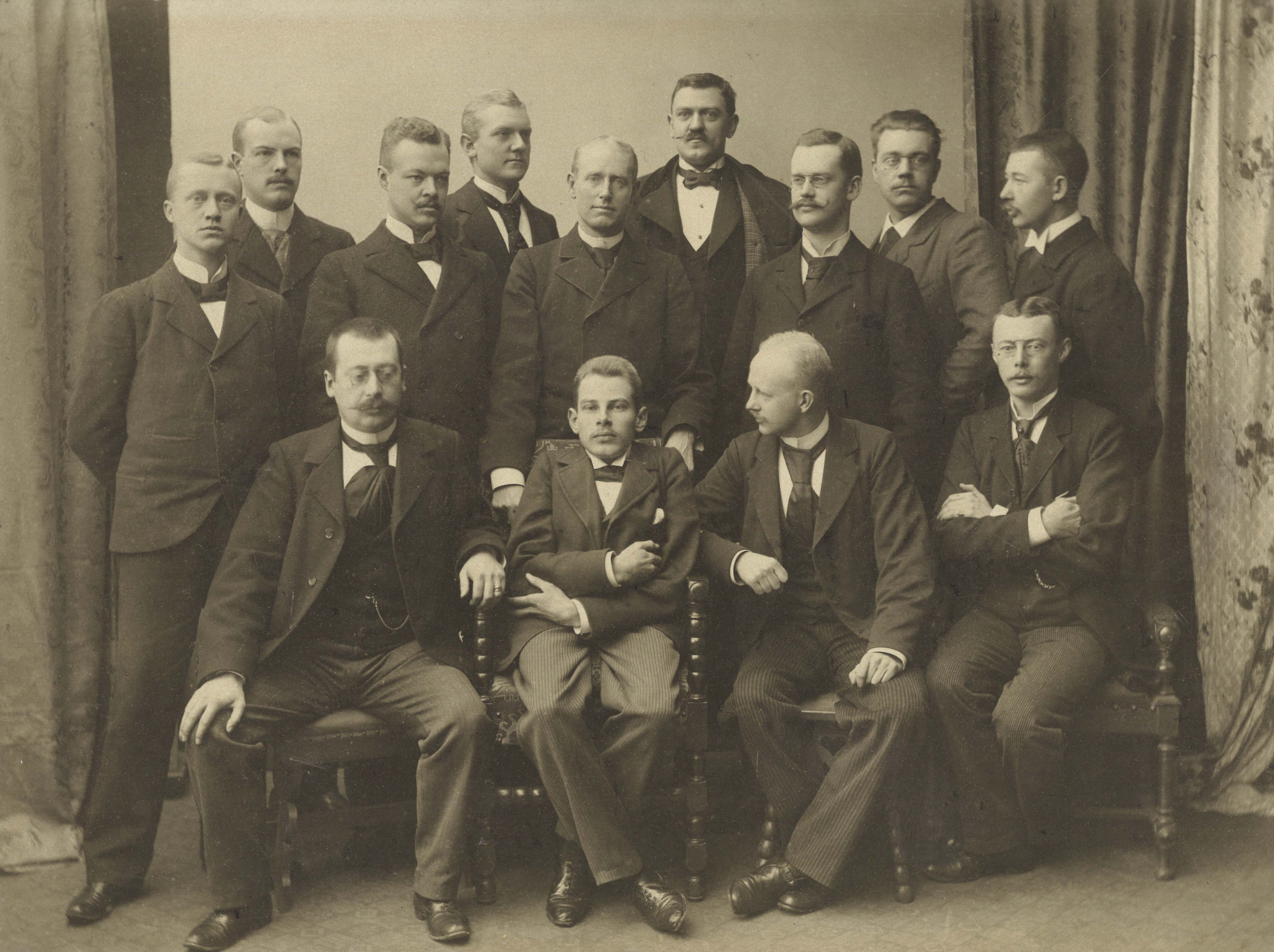
Kommittén bakom Lundakarnevalen 1896. Bakre raden från vänster: Nils Linnell, Folke von Krusenstjerna, Yngve Wisén, Brynolf Nordqvist, Carl Martin Collin, Waldemar Bülow, Johannes Strömberg, Gustaf Petrén och Fritz Ask. Främre raden från vänster: Arthur Stille, Herman Söderbergh, Nils Falck och H. (?) Ekstrand.

Lundakarnevalen (tidigare formellt kallad först Lunds studentkårs karneval och senare, efter 1984, Lunds studentkårers karneval) är en karneval som arrangeras vart fjärde år av studenterna vid Lunds universitet.

## Historik

### Bakgrund
Studentkarnevalen i Lund har sitt ursprung ur den gamla studentikosa festseden att hälsa vårens ankomst mellan sista april och första maj. Många av de tidigaste karnevalerna gick officiellt under benämningar som "vårfest" eller "majfest", och det är därför inte helt klart när man kan säga att karnevalen som separat företeelse utkristalliseras ur det allmänna vårfirandet.
Normalt brukar man räkna det småländska bondbröllopet från 1849 som den första officiella karnevalen. Studenter från Smålands nation tågade då från krogen Finkelborg genom Lund och ut till brunnssalongen i Lilla Råby utklädda till ett bondbröllop från Värend. Detta är nämligen det första belagda exemplet på ett sådant tåg med genomgående utklädningstematik.
Successivt kom så karnevalen under de följande decennierna att antaga allt mer organiserade former, bland annat genom utseendet av formella karnevalskommittéer. Från och med 1867 då Lunds Studentkår formellt konstitueras är kårordföranden länge självskriven ordförande även i kommittén. Uppgiften var troligen inte alltför betungande. Hela arrangemanget var länge inte mer komplicerat och omfattande än att det kunde både beslutas, organiseras och genomföras inom loppet av en vecka.

### Periodicitet
Karnevalerna inföll under mitten av 1800-talet med varierande periodicitet, ibland varje år, ibland vartannat och ibland även på hösten. Från och med 1876 blev det karneval vartannat år ända fram till 1892. Efter att firandet det året urartade i svårartat superi med åtföljande reaktioner från den lokala överheten ställdes de planerade festligheterna 1894 in. På så sätt uppstod den fyraårsperiod mellan karnevalerna – en "karnevad" – som alltjämt gäller. 
Under 1900-talet inträffade åtskilliga brott i denna periodicitet. Första världskriget ställde in karnevalen 1916. År 1932 valde man på grund av den ekonomiska krisen (det ansågs osäkert huruvida vanligt folk som drängar och pigor skulle ha råd att gå på karneval) att skjuta karnevalen två år framåt till 1934. Det blev 1930-talets enda karneval, ty 1938 var världsläget så hotfullt att man åter ställde in. År 1942 pågick andra världskriget och det var därför inte aktuellt med karneval. År 1946 återuppstod arrangemanget, och har sedan dess fortsatt utan uppehåll.

## Karnevalsteman sedan fyraårsintervallets början
| Karneval             | Tema                            | Karnevalsgeneral                            |
| -------------------- | ------------------------------- | ------------------------------------------- |
| Lundakarnevalen 1896 | "Noch ist Polen nicht verloren" |                                             |
| Lundakarnevalen 1900 | Den stora sekularkongressen     |                                             |
| Lundakarnevalen 1904 | (inget tydligt uttalat tema)    |                                             |
| Lundakarnevalen 1908 | Värdenas utveckling             |                                             |
| Lundakarnevalen 1912 | Olympiska förspelen             |                                             |
| Lundakarnevalen 1920 | Den stora mässan                |                                             |
| Lundakarnevalen 1924 | Urkarneval                      |                                             |
| Lundakarnevalen 1928 | Kulturkarneval                  | Otto Berch                                  |
| Lundakarnevalen 1934 | Det tredje rikets dag           | Tage Larsson                                |
| Lundakarnevalen 1946 | Det stora folkuniversitetet     | Olle H. "Dubbel-Olle" Olsson                |
| Lundakarnevalen 1950 | Jubileumskarneval               | Nils Herman Håkansson ("karnevalsingenjör") |
| Lundakarnevalen 1954 | Skandalkarneval                 | Knut Borglin                                |
| Lundakarnevalen 1958 | Moralkarneval                   | Jan-Öjvind Swahn ("karnevalsamiral")        |
| Lundakarnevalen 1962 | Kriminalkarneval                | Eric Owers                                  |
| Lundakarnevalen 1966 | Nationalkarneval                | B-G Svensson                                |
| Lundakarnevalen 1970 | Maximalkarneval                 | Kjell Stenström                             |
| Lundakarnevalen 1974 | Orientalkarneval                | Per "Pigge" Larsson                         |
| Lundakarnevalen 1978 | Energikarneval                  | Göran "Sigge" Barsby                        |
| Lundakarnevalen 1982 | Stjärnkarneval                  | Björn Barsby                                |
| Lundakarnevalen 1986 | Genialkarneval                  | Pehr Andersson                              |
| Lundakarnevalen 1990 | Dubbelmoralkarneval             | Claes Virdeborn                             |
| Lundakarnevalen 1994 | Bergochdalkarneval              | Pontus Bodelsson                            |
| Lundakarnevalen 1998 | Ritualkarneval                  | Christian Godden                            |
| Lundakarnevalen 2002 | Idealkarneval                   | Mats Nilsson                                |
| Lundakarnevalen 2006 | Dualkarneval                    | Eric Dahlgren                               |
| Lundakarnevalen 2010 | Rätt&felkarnevel                | Erik Neppelberg                             |
| Lundakarnevalen 2014 | Futuralkarneval                 | Fanny Ramel                                 |
| Lundakarnevalen 2018 | Imaginalkarneval                | Freja Davidsson Bremborg                    |
| Lundakarnevalen 2022 | Katastrofalkarneval             | Emil Fredberg                               |
| Lundakarnevalen 2026 | Celestialkarneval               | Hugo Widell                                 |

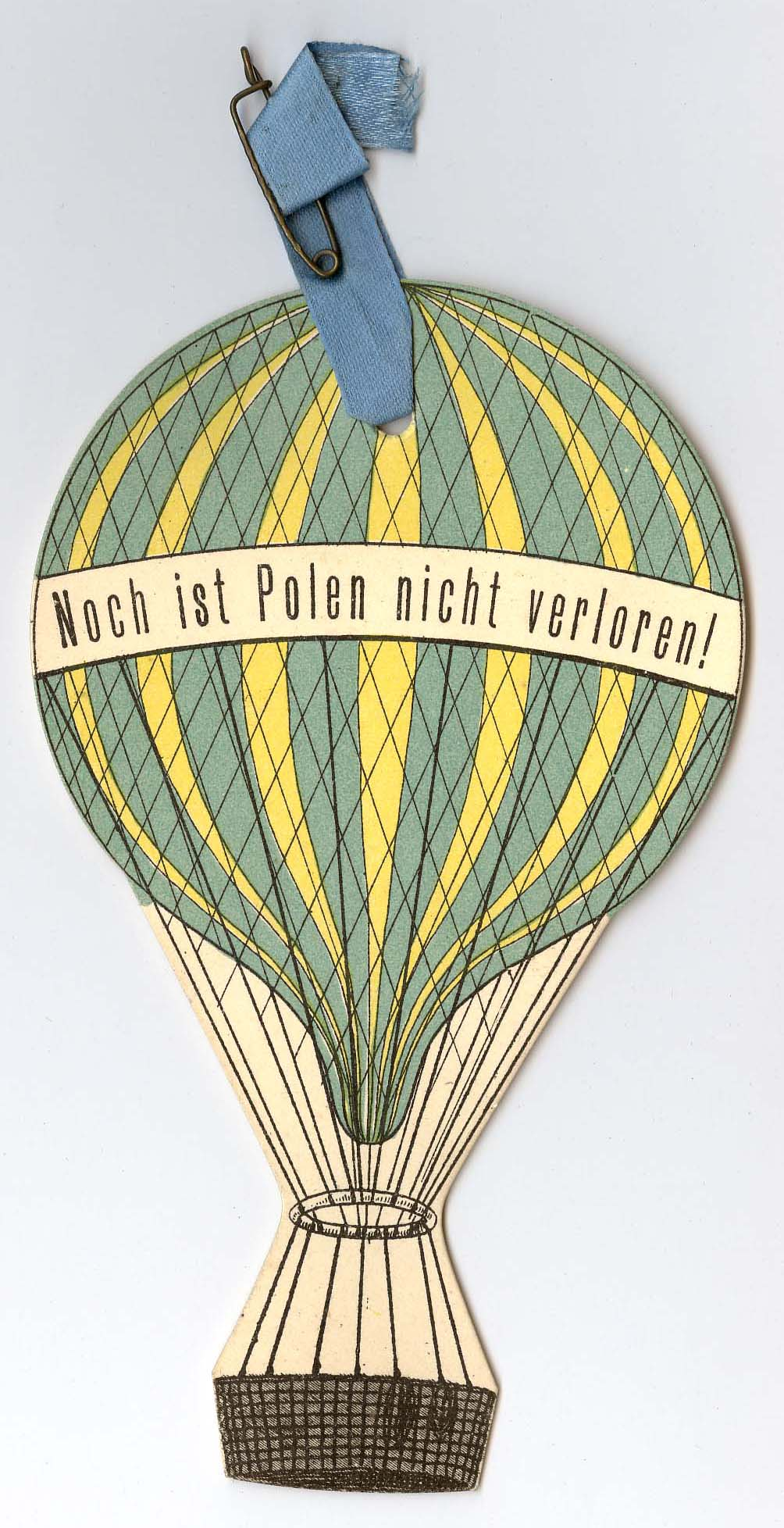
Entrémärke från Lunds studentkårs karneval 1896. Temat "Noch ist Polen nicht verloren" är hämtat från Mazurek Dąbrowskiego, den polska nationalsången, men syftade på Salomon August Andrées planerade nordpolsfärd detta år.

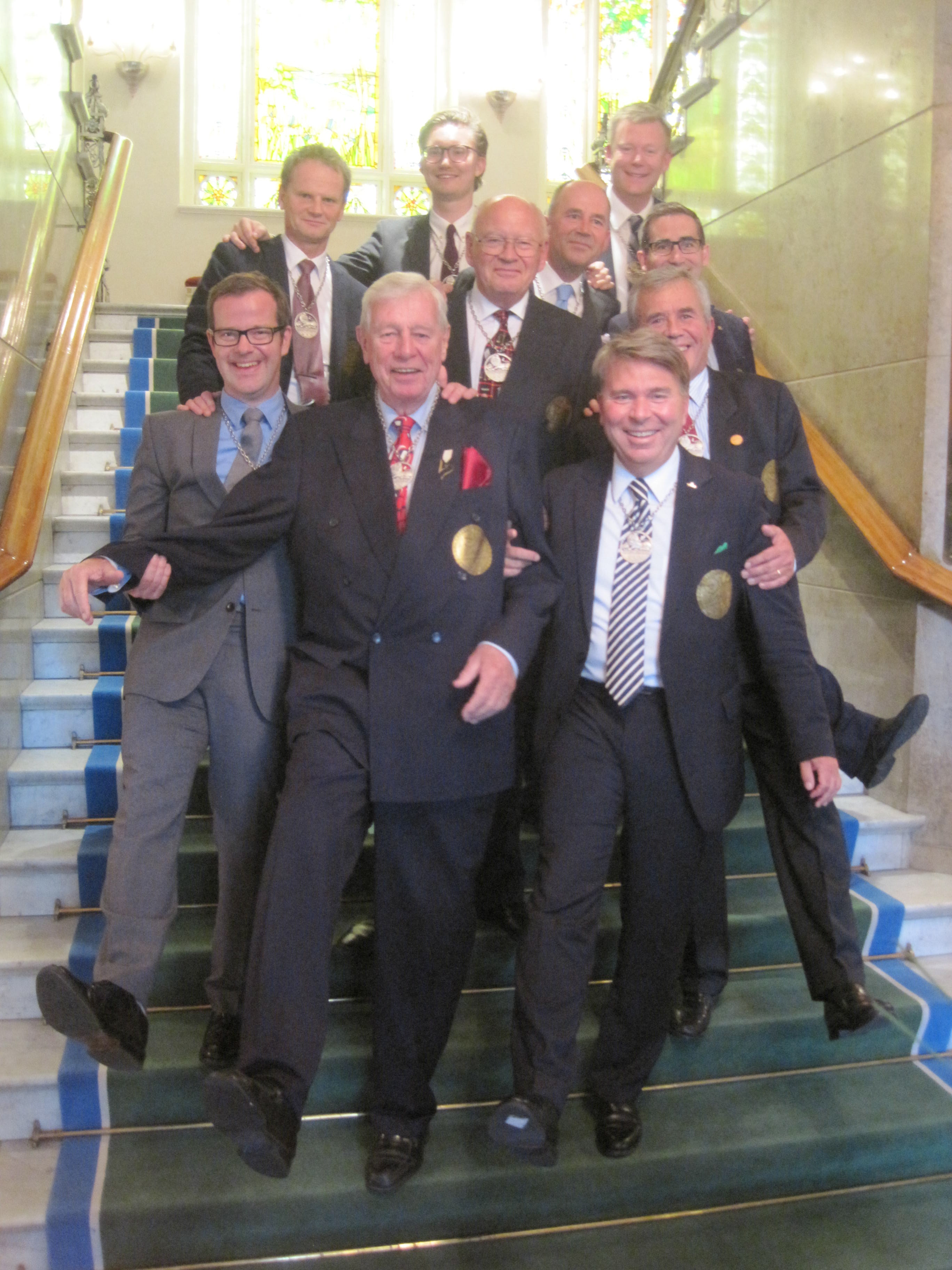
Merparten av samtliga levande karnevalsgeneraler sedan 1962 samlade till "generalskonvent" 2012.

Karnevalernas teman har ända sedan 1954 slutat med ändelsen "-al" med undantag för 1978, 1982 och 2010 års karnevaler.